# Ескина, Людмила Борисовна
Людмила Борисовна Ескина (при рождении Тиунова; род. 4 августа 1952, Ленинград) — советский российский юрист. Судья Уставного суда Санкт-Петербурга (2000—2003). Заведующая кафедрой государственного и административного права Санкт-Петербургского государственного университета, профессор РАНХиГС; редактор научно-теоретического журнала «Правоведение». доктор юридических наук.
Специалист по конституционному праву.
Выпускница юридического факультета ЛГУ (1974); закончила докторантуру с диссертацией о концепции демократического конституционализма в России (1992).

## Работы
Людмила Ескина является автором и соавтором более 60 научных публикаций, включая несколько монографий; она специализируется, в основном, на проблемах российского конституционного права:
- «Системные связи правовой действительности» (1991);
- «Конституция и правовое государство» (1992);
- «Конституционное право России. Правоведение». Учебник для вузов (2003).
  - Конституционное право России : учебник для бакалавров / Алёхина И. С., Андрейцо С. Ю., Гюлумян В. Г и др.; под общей редакцией доктора юридических наук, профессора Л. Б. Ескиной ; Федеральное государственное бюджетное образовательное учреждение высшего образования «Российская академия народного хозяйства и государственной службы при Президенте Российской Федерации», Северо-Западный институт управления. — Санкт-Петербург : СЗИУ — фил. РАНХиГС, 2017. — 766 с.; 21 см; ISBN 978-5-89781-554-8 : 1000 экз.